# Раян Боуен
Раян Клео Боуен (англ. Ryan Cleo Bowen, нар. 20 листопада 1975, Форт-Медісон, Айова, США) — американський професійний баскетболіст, що грав на позиції важкого форварда за низку команд НБА. Згодом — баскетбольний тренер. З 2015 року працює асистентом головного тренера команди «Денвер Наггетс».

## Ігрова кар'єра
На університетському рівні грав за команду Айова (1994–1998). 
1998 року був обраний у другому раунді драфту НБА під загальним 55-м номером командою «Денвер Наггетс». Проте професійну кар'єру розпочав 1998 року виступами у складі турецької команди «Ояк Рено», за яку відіграв один сезон.
Кар'єру в НБА розпочав 1999 року виступами за «Денвер Наггетс», захищав кольори команди з Денвера протягом наступних 5 сезонів.
З 2004 по 2006 рік грав у складі «Х'юстон Рокетс».
В січні 2007 року приєднався до складу іспанської команди «Тау Кераміка».
Наступною командою в кар'єрі гравця була «Іроні» (Нагарія) з Ізраїлю, куди він перейшов у березні 2007 року і за яку він відіграв до травня 2007 року.
З 2007 по 2009 рік грав у складі «Нью-Орлінс Горнетс».
Останньою ж командою в кар'єрі гравця стала «Оклахома-Сіті Тандер», до складу якої він приєднався в міжсезоння 2009 року і за яку відіграв лише до листопада.

## Статистика виступів в НБА

### Регулярний сезон
| Сезон             | Команда                | GP  | GS | MPG  | FG%   | 3P%  | FT%   | RPG | APG | SPG | BPG | PPG |
| ----------------- | ---------------------- | --- | -- | ---- | ----- | ---- | ----- | --- | --- | --- | --- | --- |
| 1999–2000         | «Денвер Наггетс»       | 52  | 0  | 11.3 | .393  | .111 | .717  | 2.2 | .4  | .8  | .3  | 2.5 |
| 2000–2001         | «Денвер Наггетс»       | 57  | 0  | 12.2 | .556  | .364 | .614  | 2.0 | .5  | .6  | .2  | 3.4 |
| 2001–2002         | «Денвер Наггетс»       | 75  | 21 | 22.5 | .479  | .083 | .750  | 4.0 | .7  | 1.0 | .5  | 4.9 |
| 2002–2003         | «Денвер Наггетс»       | 62  | 31 | 16.1 | .492  | .286 | .659  | 2.5 | .9  | 1.0 | .5  | 3.6 |
| 2003–2004         | «Денвер Наггетс»       | 52  | 1  | 7.5  | .340  | .000 | .833  | 1.7 | .3  | .3  | .3  | .9  |
| 2004–2005         | «Х'юстон Рокетс»       | 66  | 6  | 9.2  | .423  | .500 | .667  | 1.2 | .3  | .3  | .1  | 1.7 |
| 2005–2006         | «Х'юстон Рокетс»       | 68  | 19 | 9.6  | .298  | .136 | .786  | 1.3 | .4  | .3  | .1  | 1.3 |
| 2007–2008         | «Нью-Орлінс Горнетс»   | 53  | 4  | 12.5 | .490  | .000 | .552  | 1.9 | .5  | .6  | .2  | 2.2 |
| 2008–2009         | «Нью-Орлінс Горнетс»   | 21  | 3  | 10.4 | .579  | .000 | .600  | 1.1 | .4  | .7  | .2  | 2.2 |
| 2009–2010         | «Оклахома-Сіті Тандер» | 1   | 0  | 8.0  | 1.000 | .000 | 1.000 | 2.0 | .0  | 1.0 | .0  | 4.0 |
| Усього за кар'єру | Усього за кар'єру      | 507 | 85 | 12.8 | .456  | .206 | .693  | 2.1 | .5  | .6  | .3  | 2.6 |

### Плей-оф
| Сезон             | Команда              | GP | GS | MPG  | FG%   | 3P%  | FT%   | RPG | APG | SPG | BPG | PPG |
| ----------------- | -------------------- | -- | -- | ---- | ----- | ---- | ----- | --- | --- | --- | --- | --- |
| 2004              | «Денвер Наггетс»     | 4  | 0  | 1.5  | 1.000 | .000 | .000  | .0  | .0  | .0  | .0  | .5  |
| 2005              | «Х'юстон Рокетс»     | 7  | 3  | 17.9 | .320  | .000 | .667  | 2.0 | .9  | .9  | .0  | 2.6 |
| 2008              | «Нью-Орлінс Горнетс» | 9  | 0  | 4.3  | .167  | .000 | 1.000 | 1.6 | .2  | .1  | .0  | .4  |
| 2009              | «Нью-Орлінс Горнетс» | 1  | 0  | 2.0  | .000  | .000 | .000  | .0  | .0  | .0  | .0  | .0  |
| Усього за кар'єру | Усього за кар'єру    | 21 | 3  | 8.2  | .303  | .000 | .800  | 1.3 | .4  | .3  | .0  | 1.1 |

## Тренерська робота
2011 року розпочав тренерську кар'єру, ставши асистентом головного тренера команди «Денвер Наггетс», в якій пропрацював до 2013 року.
З 2013 по 2015 рік був асистентом головного тренера команди «Сакраменто Кінґс».
2015 року був призначений асистентом Майкла Мелоуна, головного тренера команди «Денвер Наггетс», з якою працює й досі.